# 超級市場
超級市場（Supermarket），簡稱超市，一種連鎖式經營的、可零售亦可批量購買的綜合型商店，其規模可大可小，通常以生鮮食品和生活用具為主要商品。
超級市場以現代化的方式經營，力求有效率的物流，達至薄利多銷。它有大量的不同品牌、價格、種類的貨品，貨品有序地排列，以方便顧客可以在同一所店舖購買所有所需，用貪方便的心理留著客人。顧客選好貨品後，到櫃台排隊付款，減低僱員的需求，節省成本。超級市場通常有小手推車和籃子這類工具以便顧客盛裝所選購的商品，有些超級市場甚至有送貨服務。

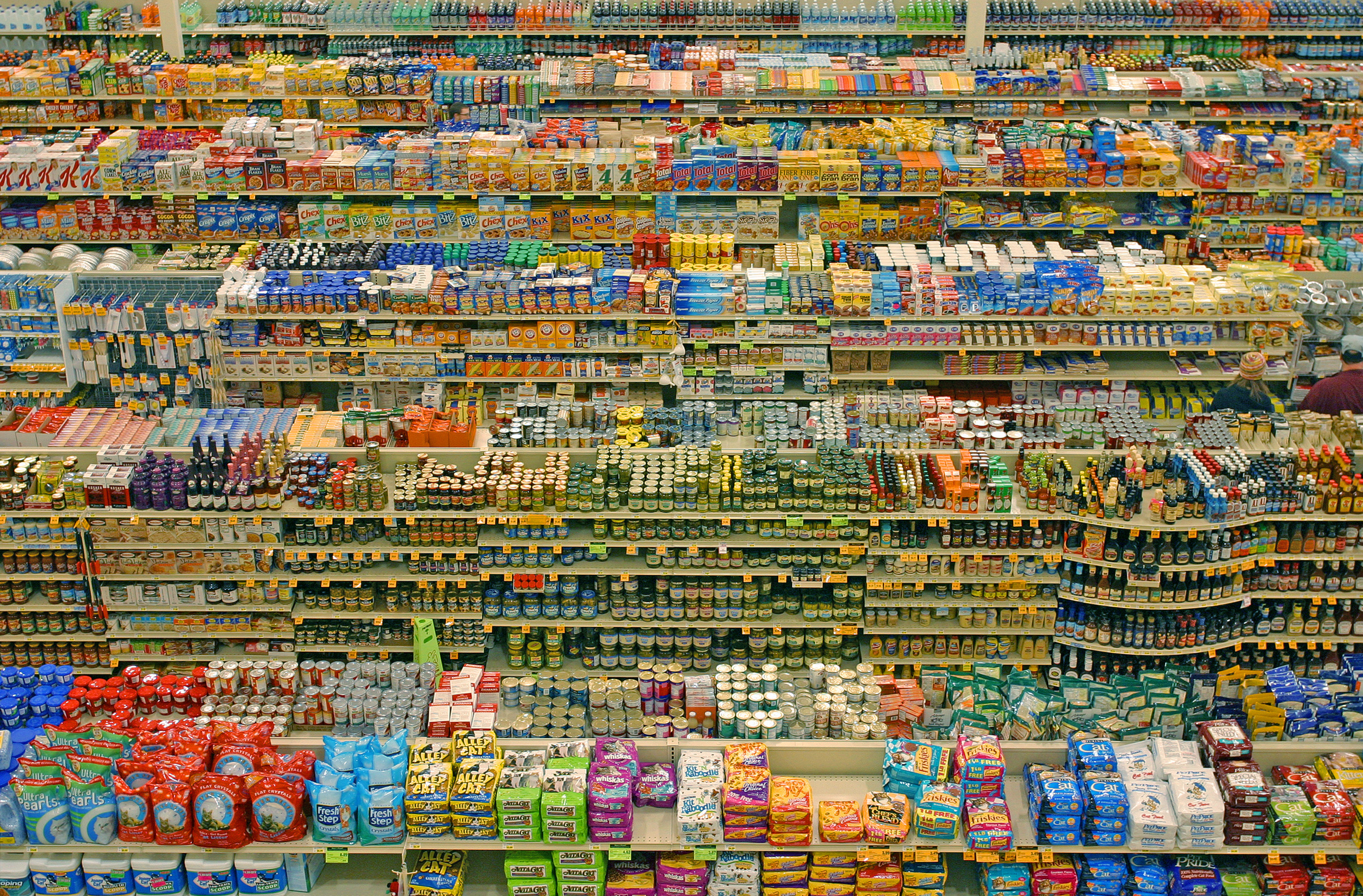
美國波特蘭的一家Fred Meyer量販。

## 發展
超市在歐美等國已有數十年的歷史，1930年代，藉由收購弗雷德·特朗普的『自己吃任你選』商場，邁克爾·庫侖在美國創建了第一家超級市場。雖然當時的美國處在經濟危機時期，但該超市卻以低價格的重大突破和使消費者從緊逼性推銷的壓力中解放出來而獲得巨大成功。超級市場以自助式服務、低毛利、低售价為競爭武器，它追求的薄利多銷與傳統的食雜店、百貨店的高毛利率形成鮮明對照。
超級市場不是自助式服務的創始者，但由於它的快速發展，使得這種服務方式在零售業中發揮出巨大的作用，它節省了大量的人工費用，大大降低了經營成本，從一定程度上保證了超級市場實行低毛利也能盈利，與此同時，它還改善了購物環境。芝加哥超級市場協會本部對超級市場的定義為：“超級市場是規模至少在年銷售額100萬美元以上的完全部門化的食品店，而且在食品貨場實行自我服務銷售。”

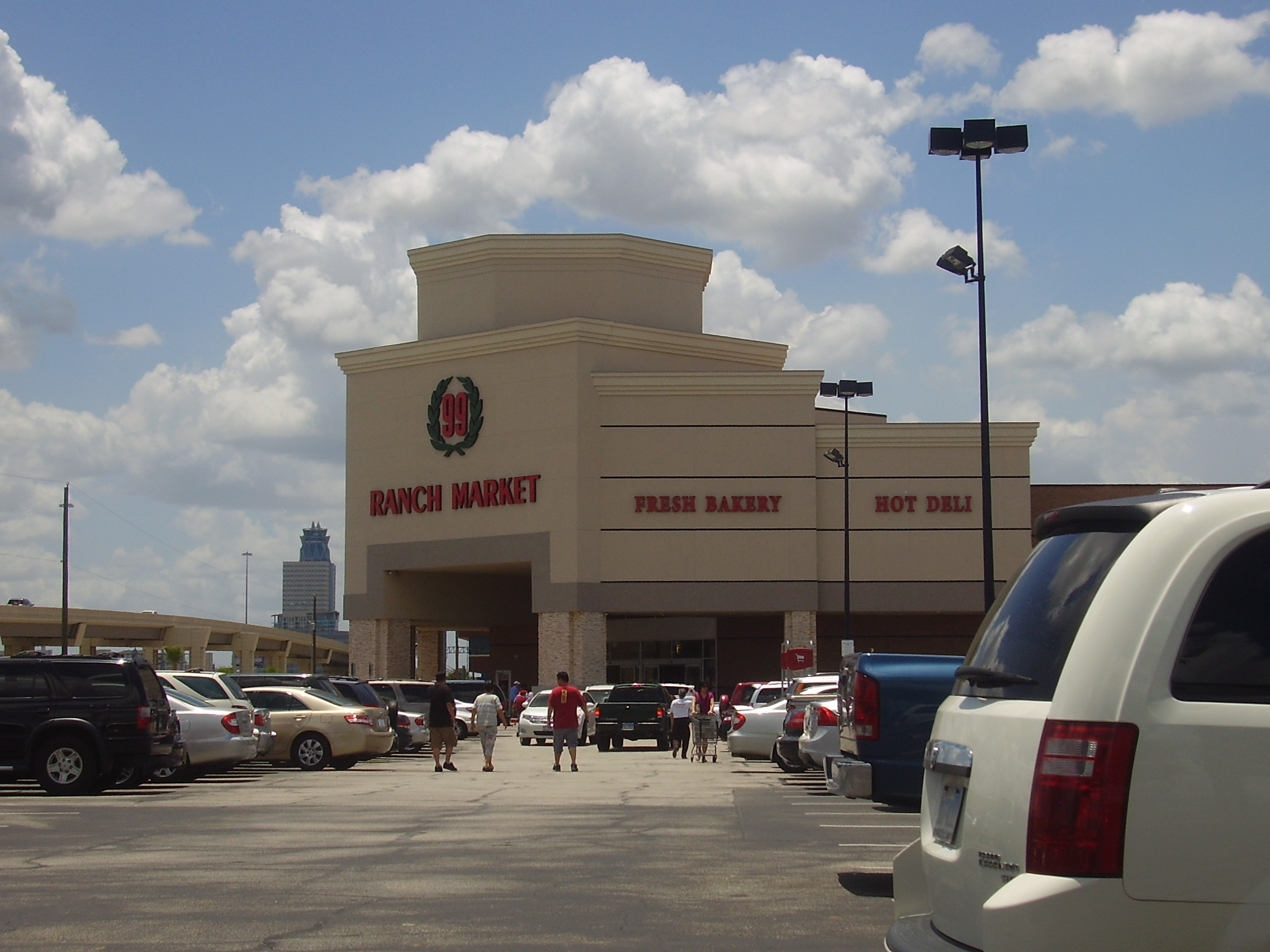
大华超级市场（99 Ranch Market）- 休斯敦Spring Branch

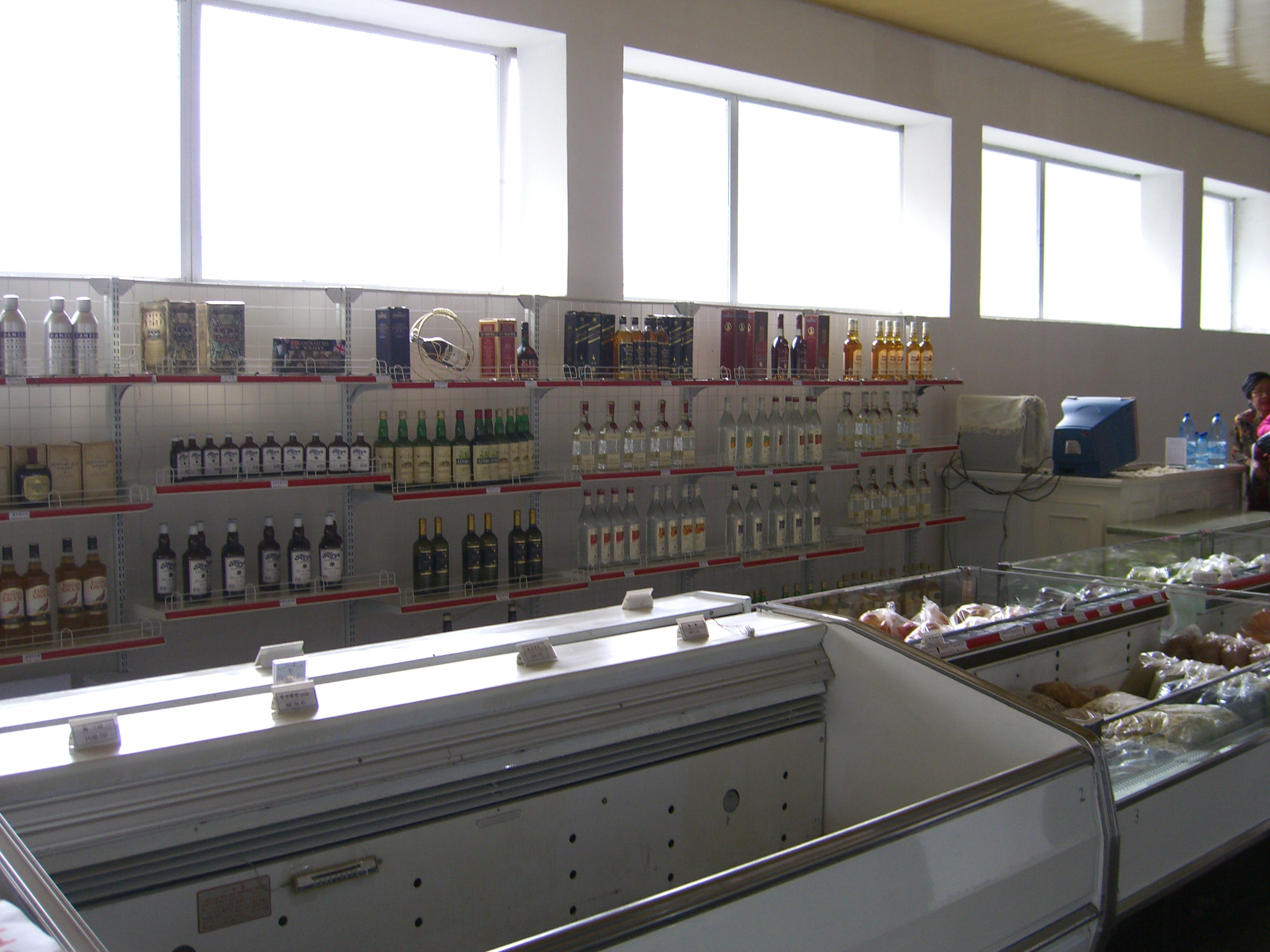
朝鲜的超級市場

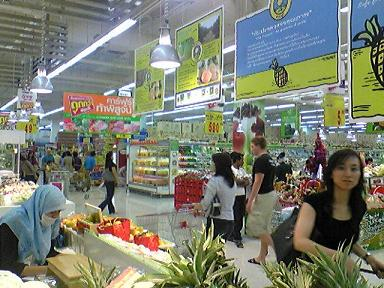
泰國一間超級市場

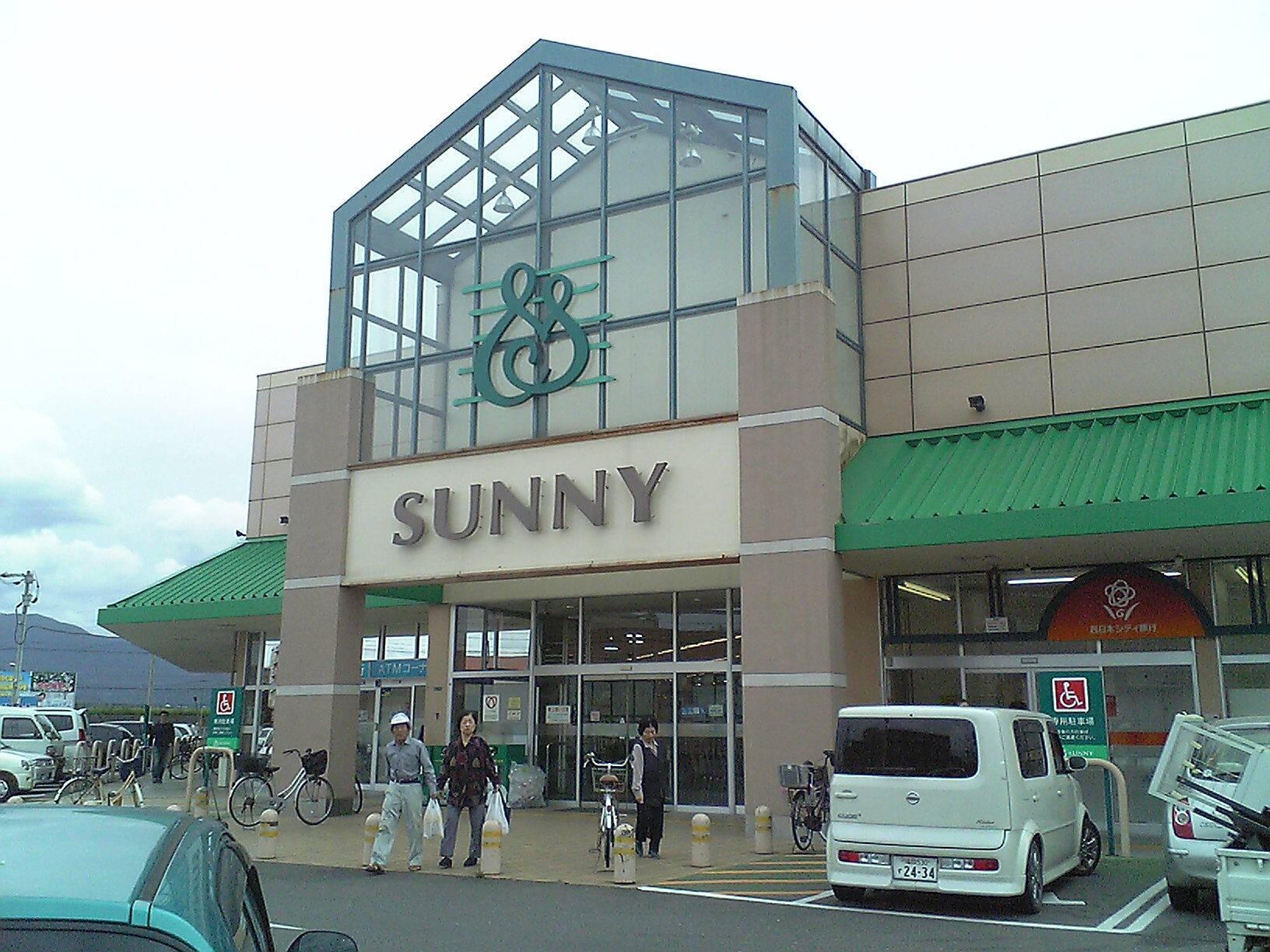
日本一間超級市場

每個超級市場連鎖的定位都會有差異。部份連鎖超級市場側重售賣農產品和休閒食品。

## 超市的分類
一般來說，超級市場可分為：鄉鎮型的小型超市、區域型的大型超市。
1. 鄉鎮型的小型超市：店面面積大約在200至500坪之間，售賣乾糧、日用品、衛生紙、清潔用品與生鮮食品，主要功能是提供鄉鎮民眾能在同一商店內購得其生活上所需的不同物品。
2. 區域型的大型超市：店面面積大約在1,000至2,000坪之間，售賣在鄉鎮型的小型超市能見到的商品之外，還有家庭五金、塑膠用品、手工具用品、和化妝用品等，服務一個區域的民眾。

## 超級市場和街市

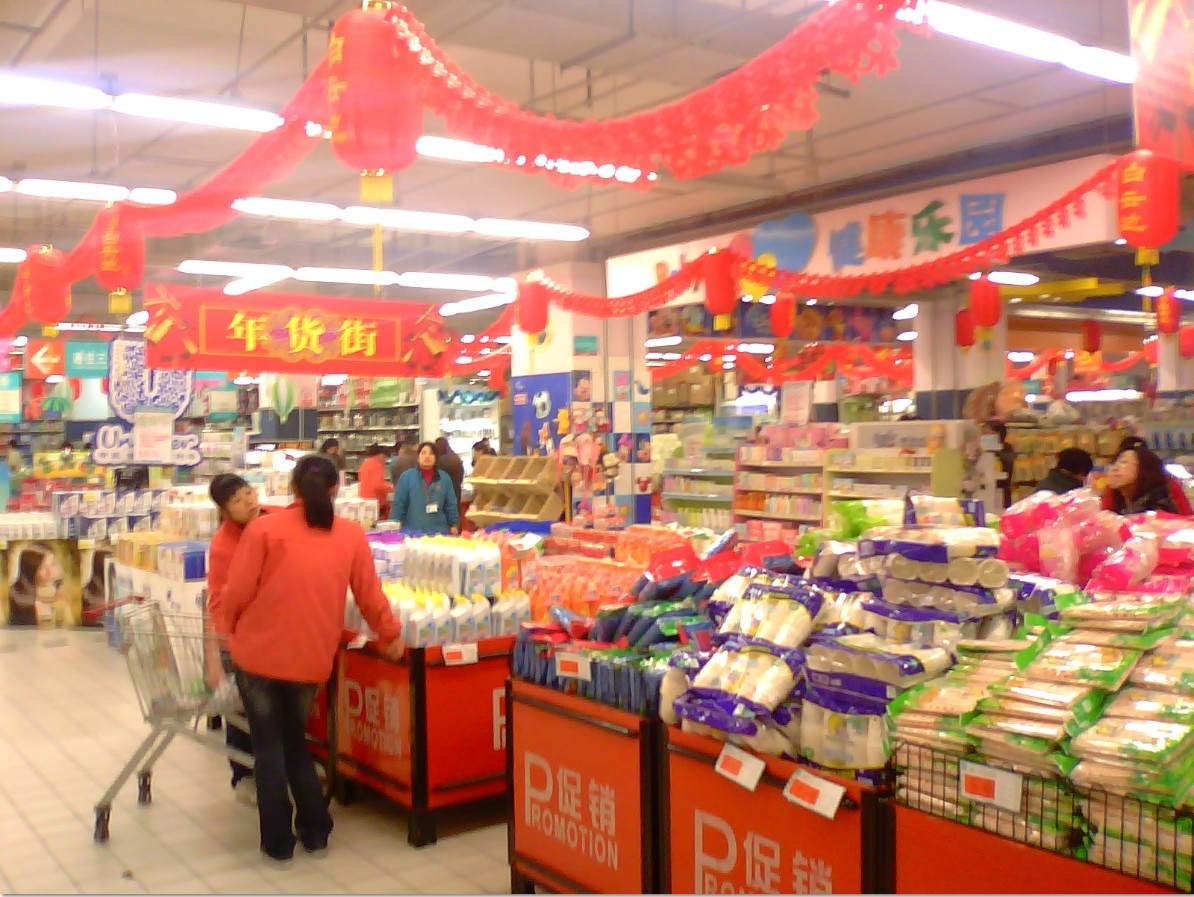
中国宜昌市的武商量贩超级市场

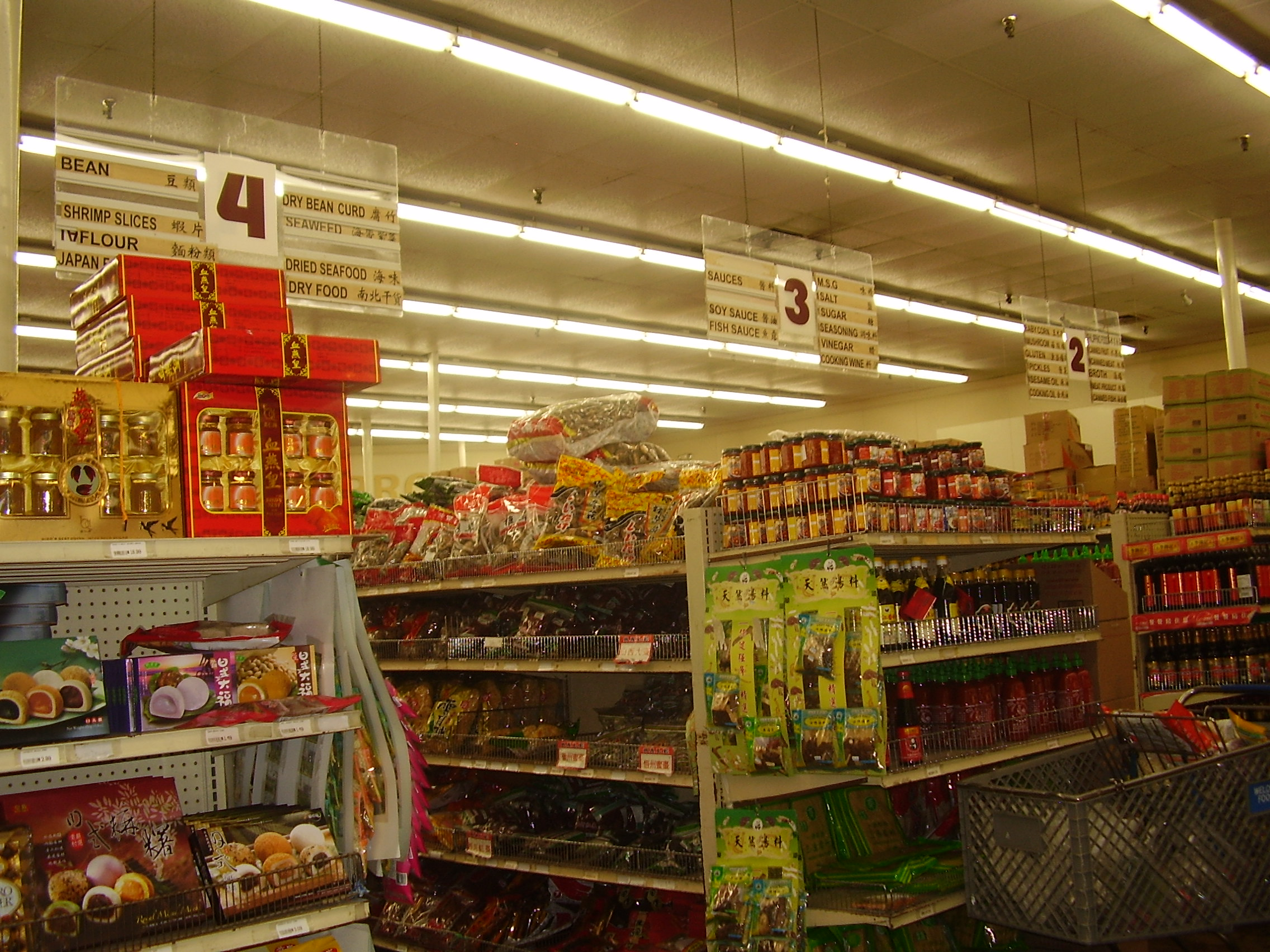
华裔美国人開的超級市場的过道 - 休斯敦中国城

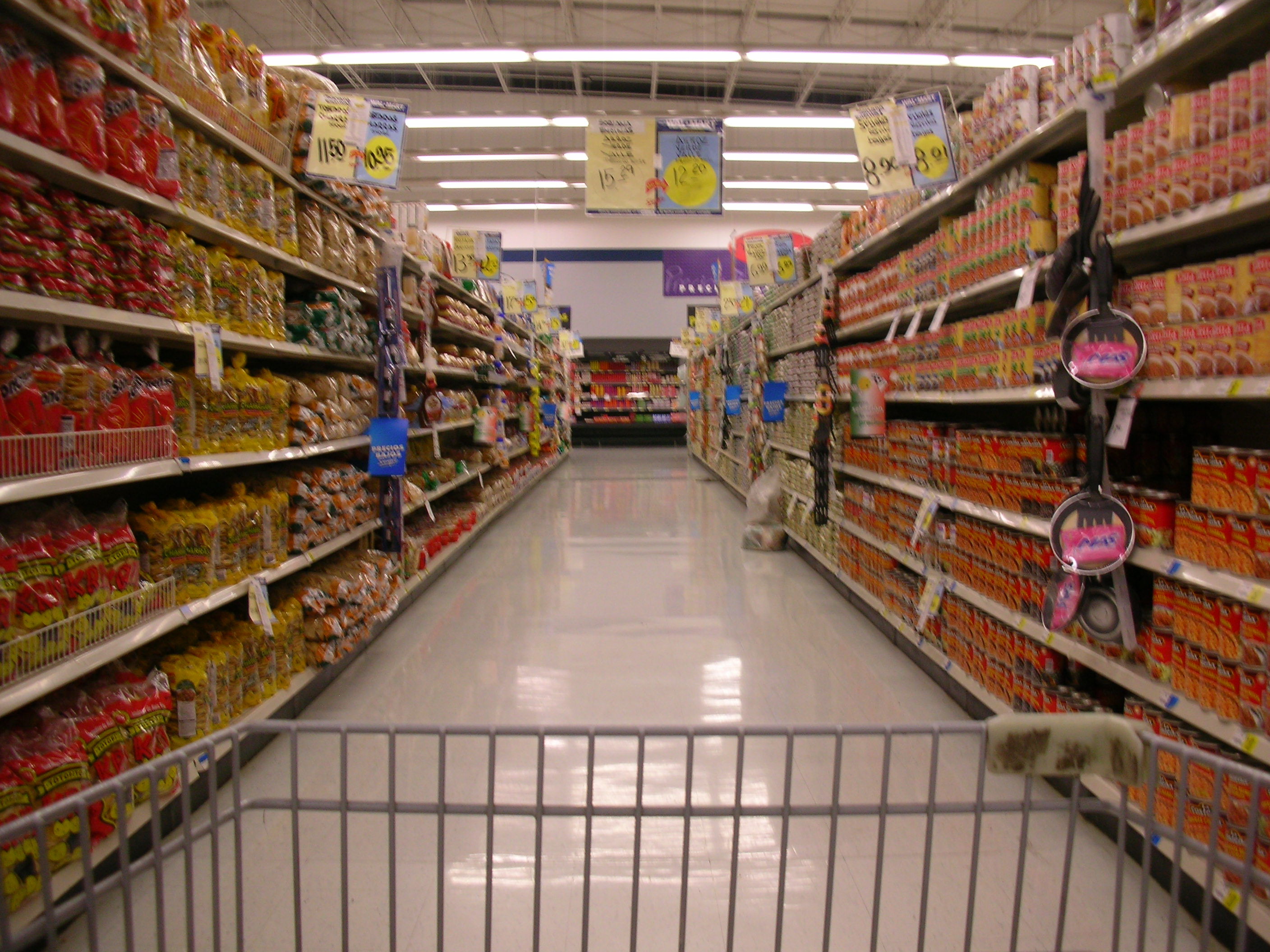
沃尔玛店中的貨架，貨架高達六層，兼具部分倉儲功能

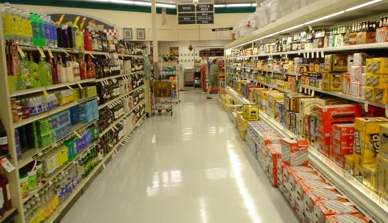
一般超市內部的貨架走道

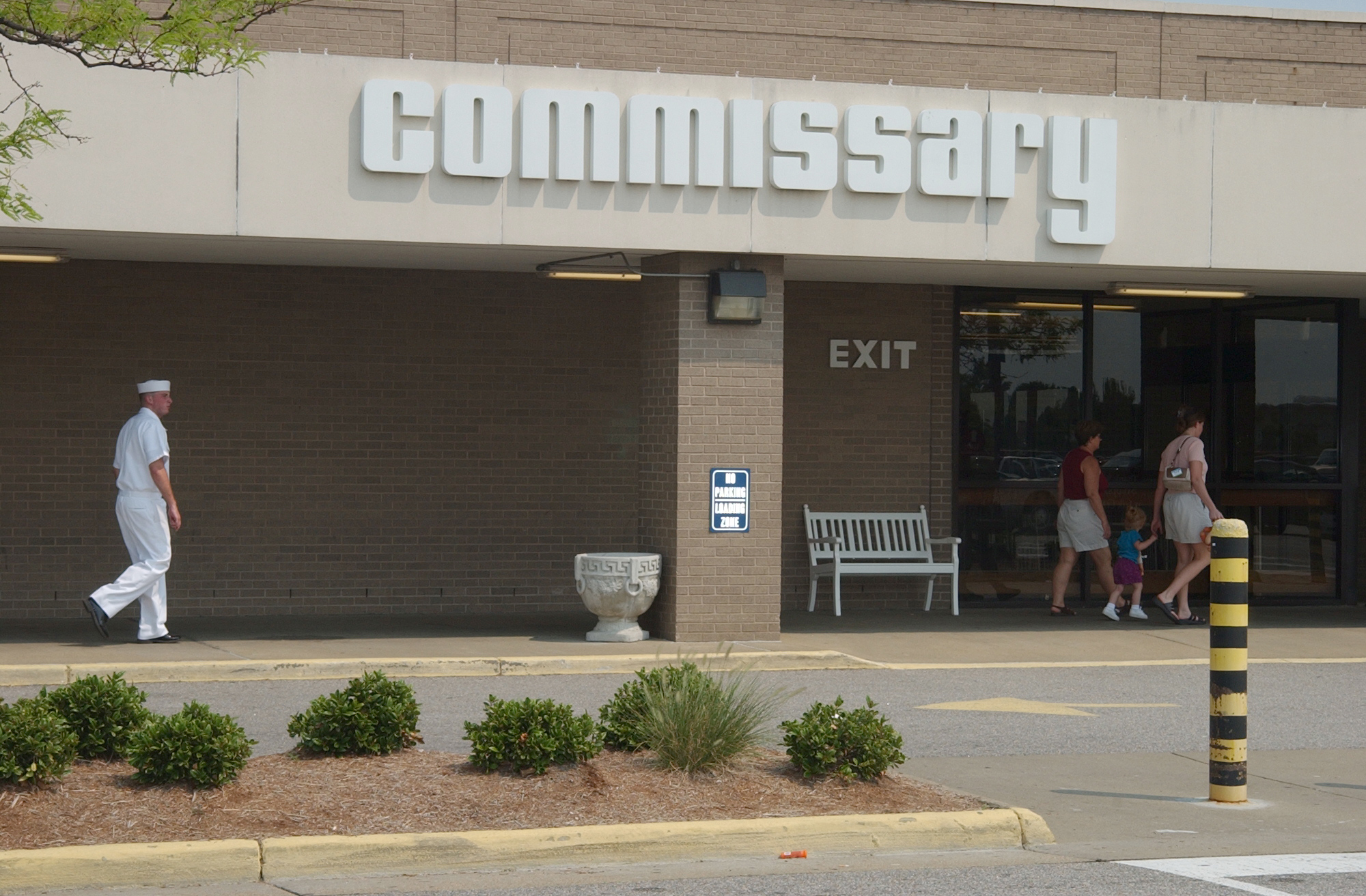
美國國防部軍營超市管理處營運的美軍超市（Commissary），專門服務派駐本土及海外的美軍官兵，圖為諾福克海軍基地的超市分店。

超級市場通常售賣急凍食品，但街市賣的通常是當天早上收割或捕獲的魚類和蔬果，因此超級市場的貨品被指不及街市的新鮮和便宜，這種情況近來有所改觀。
超級市場看來比街市乾淨、衛生、方便。
超級市場的收入來源不單只是貨品買賣之間的差額，也包括供應商給予的上架費、过节费等等協助推銷的費用。成功的超市可以做到市場壟斷的地步，現金流也是一項強勢。

## 各地的超市文化

### 中國大陆超市文化

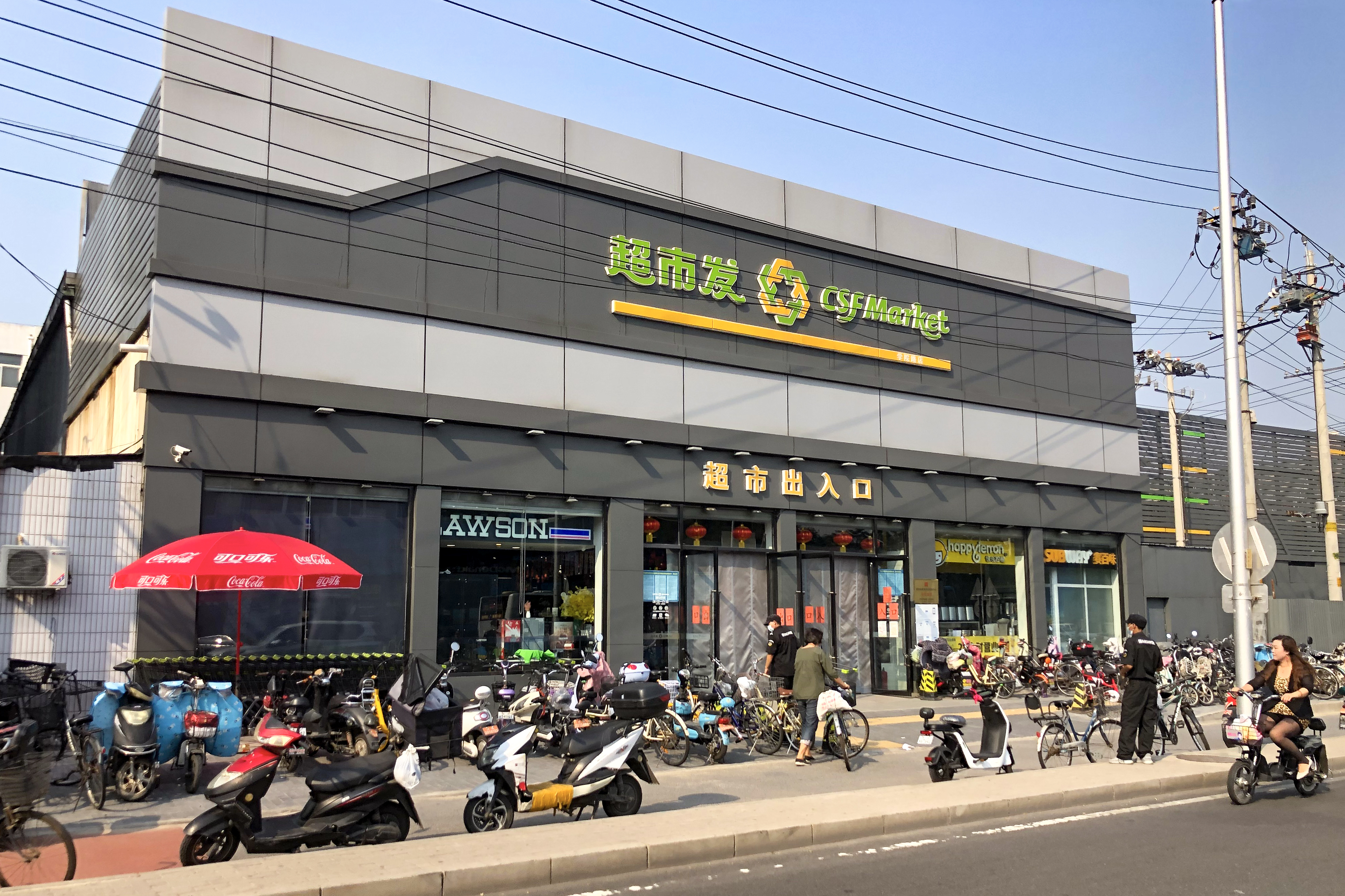
1995年开业的伍富超市是北京市早期的超市之一，后成为超市发学院路店

中国大陆較遲才引入超級市場，在開始超市的發展前，日常生活用品會在士多購買。1983年于北京海淀區開設的試驗性自選商場是超級市場的雛形。隨後普及大陸，其中規模最大為「京華自選商場」，90年代初期，超市文化漸漸「入侵」中國大陆，外國的超市開始進駐經營，如美国的沃尔玛、法國的家樂福超市，早期自選商場大多倒閉。再後幾年時，已有中國大陆的獨家超市公司，如在廣州天河首次開業的好又多量販等，1995年的北京市更在一年内先后开设数家名为“×客隆”的货仓式商场。而回歸前的香港一早就已興起超市文化，故香港一些超市，如百佳等亦有北上開設分店。中國大陆的超市多數為大型式，與香港的小店不同。中國大陆超市的貨品多至有電器的售賣，一般有2至3層。
2023年左右，中国大陆的传统超市品牌门店大量倒闭，而会员仓储店品牌（以山姆会员商店、Costco、盒马）门店则大幅增加，通过合理的门店位置、全球供应的更低成本供应链、会员制、人们购物方式的改变与适应等方式顶替了前者的市场份额。

### 加拿大超市文化
因為加拿大人較為喜歡在連鎖商店購物，所以大部份的超級市場都是由大集團連鎖經營的，加拿大的超級市場大致上分為三類：貨倉式超級市場、地區性超級市場、及少數民族超級市場。
1. 貨倉式超級市場：這種貨倉式超級市場通常佔地數十萬平方尺，用接近批發的價錢售賣各特大家庭裝的食物，家庭用品、衣服、家具、甚至電器用品。這類超市在一個城市裡通常只會有兩至三間分店，而且位於離市中心較遠而沒有公共交通公具的地區。因加拿大天氣寒冷，很多家庭都習慣每星期甚至每月駕駛車輛到這些貨倉式超級市場購買大量食品及日用品。
2. 地區性超級市場：這些地區性超級市場規模較少，但分店遍布每一個社區，有些地區甚至會有三至四間屬於不同集團的地區性超級市場。因為貨倉式超級市場只會售買家庭裝的東西，一些小家庭通常會到這些地區性超級市場購買份量較少的食物及用品。而且這類超市分店較多地點方便，加上一些新鮮食品如肉類，水果等等存放期較短，所以很多人都會每隔數天到這類超級市場購買新鮮食物。但因為地區性超級市場規模較少，所以產品的售賣價錢會較高。
3. 少數民族超級市場：最後一種是售賣非主流食品的超級市場，通常都是家庭式經營的。因為加拿大是一個多元文化社會，所以這類售賣民族食品的超級市場擁有很大的生存空間。這類型的超級市場規模通常比地區性超級市場較少，而且只會售賣某一種民族的食品及只會售賣少量主流社會的西方食物。因為大部份少數民族超級市場都是家庭式經營，所以全市甚至全國只會有一家商店，不過水平可以跟超市看齊。

### 在臺灣的發展情況
超級市場的發展則在1970年代（民國59年）初期，西門町的大型西門超市及中美超市這兩家，為臺灣大型超市開端。到了1980年代初期，農產運銷公司開始投入超市的經營，再加上日本系統的雅客 （页面存档备份，存于）、松青超市等公司陸續導入臺灣市場，使超市經營的技術引進有更進一步的發展。1980年代後半期，香港系統的惠康、百佳等公司亦相繼進入市場，使超市的經營更具專業化，在這階段，超市的經營進入連鎖店的時代。到了2003年，逐漸發展出頂級超市，目前以本土業者的全聯福利中心最為活躍。

#### 頂級超市
臺灣的頂級超市，過去以附設在百貨公司的超市為主，但2000年代初期的短短一年間，港商惠康百貨和遠東集團不約而同先後引進Jasons Market Place、c!ty'super頂級超市。這些高舉著頂級超市旗幟的品牌，互相較勁的重點，不再是誰家的商品便宜，而是誰家的商品較獨特、稀有，服務較貼心，可以籠絡頂級消費者的心。
港商c!ty'super台灣首店進駐遠企購物中心，其中生活用品有高佔8成自國外進口，5%至20%為獨賣商品，美食則有5成自國外進口，商品平均售價較一般超市貴出1成至1成5。
同源自香港的Jasons頂級超市，其中台灣首間開設於台北101購物中心的分店，進口商品達45%，有8成為歐美商品、2成為日系商品，店內獨賣的商品則佔15%。
日商松青超市經營團隊，自創MATSUSEI精緻超市品牌MATSUSEI特別強化進口商品比重，強化產地直送的生鮮蔬果與水產比例，並在賣場內引進亞都麗緻麵包、蛋糕，京兆尹熟食、甜品等高品味的專櫃進駐。
本土業者的全聯福利中心超市，營運初期一代店數目較多，且主要販售食品乾貨、生活雜貨⋯等，後來發展出imart超市、二代店、三代店及mini輕超市，其中二代店更是讓商品販售的項目變得玲瑯滿目。

### 马来西亚超市文化

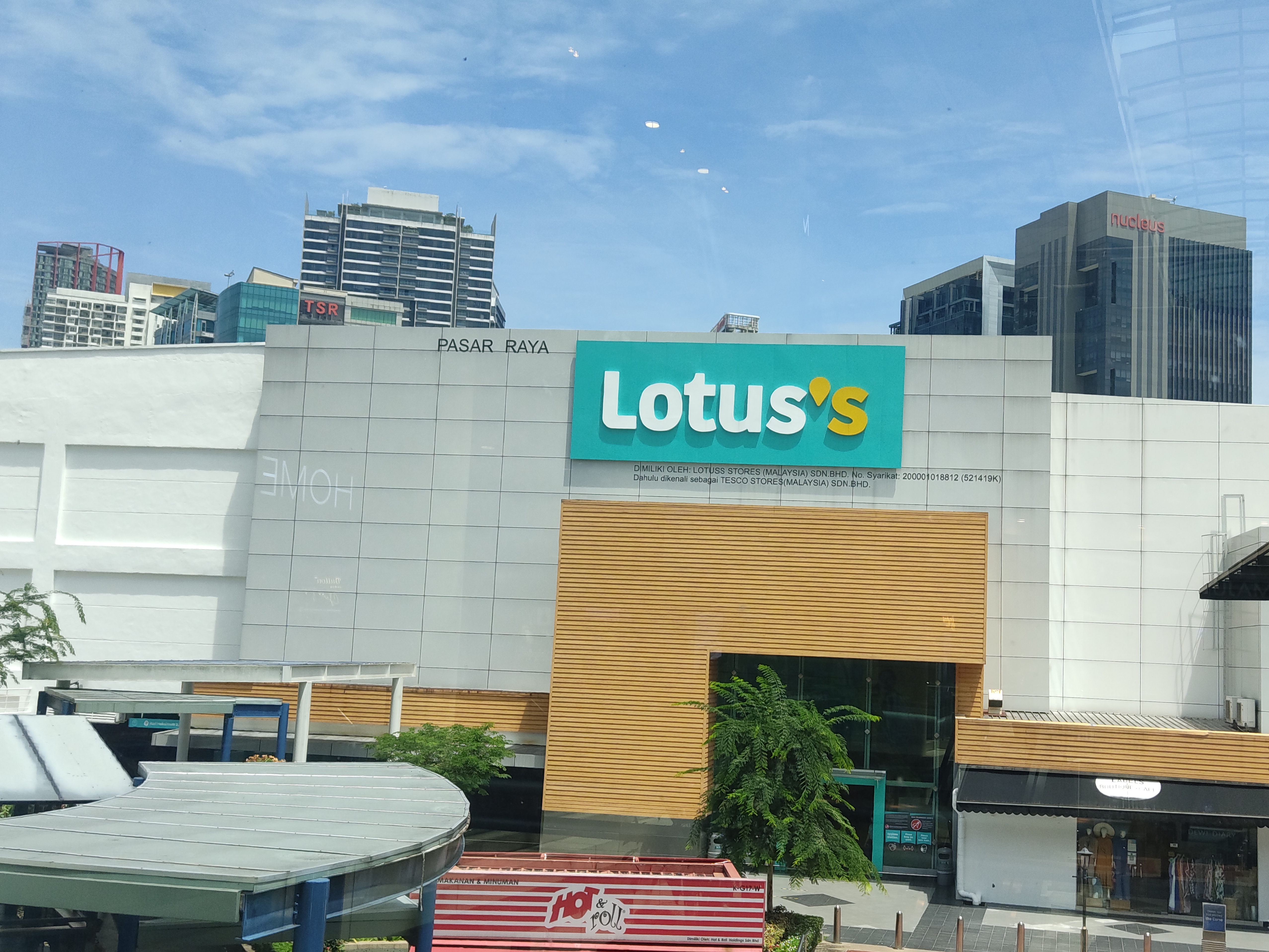
已更换新商标的莲花超市马来西亚珍珠白沙罗分店（前为特易购特大店，Tesco Extra）

马来西亚亦有许多超市，著名的包括莲花超市、宜康省等。

### 引用
1. ↑  . 北京日报. 2018-02-24  [2020-09-06]. （原始内容存档于2020-09-11）.
2. ↑  观潮新消费. . 36kr.com. 2023-10-18  [2024-01-15]. （原始内容存档于2024-01-15）.
3. ↑  新品略财经. . 36kr.com. 2023-06-12  [2024-01-15]. （原始内容存档于2024-01-15）.